# Del Shannon
Charles Weedon Westover (Coppersville, Míchigan; 30 de diciembre de 1934-Santa Clarita, California; 8 de febrero de 1990) fue un cantante de rock and roll estadounidense. Con el nombre artístico de Del Shannon, colocó en las listas de popularidad en el sitio número 1 su tema "Runaway" en 1961. El tema fue en sí novedoso, dada la inclusión en la canción de un solo interpretado por un primigenio sintetizador, llamado musitrón, que fue tocado por Max Crook, coautor de muchas canciones de Shannon.

## Datos biográficos
Del, cuyo verdadero nombre fue Charles Weedon Westover, nació en Grand Rapids-Coopersville, Míchigan, un pequeño pueblo granjero, hijo de Bert y Leone. Desde temprana edad mostró aptitudes para la música, discípulo de su madre en el aprendizaje del ukulele pronto pasó a la guitarra, la cual se convertiría en su inseparable compañera. Su pasión por el instrumento le causó ser castigado ya que distraía a sus compañeros de clase, por lo que era reprendido y enviado al cuarto de baño, "ahí conocí los secretos de la sonoridad en una habitación cerrada", afirmaría años después.
Charles, se convirtió en un joven pero no era popular entre las chicas, Su complexión y estatura no le favorecían para practicar actividad deportiva alguna -medía 1.67 de estatura-.Se narra que cierto día invitó al baile del colegio en graduación a una chica llamada Karen, quien inicialmente accedió a acompañarle, dos semanas después y en vísperas del baile, lo rechazó cambiándolo por uno de sus rivales, dicho suceso sumergió a Del en una depresión profunda la cual al parecer nunca pudo superar, por lo que muchas de sus canciones dejan ver ese sentimiento de abandono, amor herido y traición.
Tiempo después conoció a quien sería su esposa: Shirley Nash una chica originaria de Míchigan con quien uniría su vida, Shirley narró: "Chuck recogió fresas en los campos de Coppersville, y tiempo después condujo un camión vendiendo flores, nos conocimos en el Teatro de Mainstreet en Coopersville, inicio una gira por Alemania".
Hacia la mayoría de edad se enroló en el ejército para prestar su servicio militar siendo enviado a la base de Stuttgart, Alemania ahí también llevó su guitarra. Una vez liberado de su obligación ciudadana Charles regresó a Estados Unidos para reunirse con su esposa Shirley. Precisamente a su regreso se dedicó a vendedor de catálogo, organizó un pequeño grupo de country-rock actuando regularmente en un club llamado Hi-Lo, llegó inclusive a soñar con ser un famoso luchador como Mark Shannon de quien tomó el apellido para unirlo al nombre de su auto favorito (el Cadillac Coupe de Ville,"Deville", "Del"), y así surgió el nombre artístico que se le conoció. El mismo afirmó "Podrían imaginarse a mi mismo caminando al escenario y ser anunciado: Damas y caballeros Charles Westover!?.
Charles se volvería bebedor por aquel tiempo también.

## Runaway
Con solo dos años de experiencia actuando frente al público fue descubierto por el disc-jockey Ollie MacLaughlin quien lo contactó con personalidades del sello Embee Productions una filial de Big Top Records. Rápidamente logró ser contactado y ahí grabó su primer lugar en las listas de popularidad la canción Runaway (Fugitiva), casi instantáneamente su popularidad ascendió en todo Estados Unidos, siendo número uno en la lista de Billboard en 1961 e incluso en el exterior. El tema fue y ha sido interpretado en diversas versiones y en diversos idiomas.
Después vendrían "Hats off to Larry", otro gran hit y el tema no tan popular "So long Baby". El timbre de la voz de Charles y el distintivo falsete lo hacían prácticamente inconfundible. Después vendría el tema "Little Town Flirt" que lanzado en 1962 se colocaría en el lugar #12 de las listas. Luego de estos éxitos para Del fue muy difícil mantener el ritmo en Estados Unidos, sin embargo, en el Reino Unido vino a ser un cantante sensación. Siendo también el primer cantante estadounidense en realizar una versión cover del tema "From Me to You" de los legendarios músicos británicos The Beatles.
Shannon logró regresar a los charts en 1964 con "Handy Man", (una versión al tema de Jimmy Jones) ya contando con el respaldo de la banda The High Tones y cambiando de sello discográfico en esta ocasión trabajando bajo la firma Amy Records. Otros temas de aquel tiempo fueron "Keep Searchin".
Fue uno de los contados cantantes estadounidenses que continuó brillando a pesar de la invasión británica.
Shannon grabó su versión al tema de The Rolling Stones "Under My Thumb". A finales de los 60 después de una larga sequía de éxitos, regresó a la producción. En 1969 descubrió a un grupo llamado "Smith" y arreglo para ellos el hit "Baby its You". Fue tutor, mánager y productor de Brian Hyland, quien se convertiría en su gran amigo, "el hermano menor que nunca tuvo", le produjo el éxito de más de un millón de copias, "Gypsy Woman", en 1970.
Hacia la década de los 70 la carrera de Shannon se detuvo, odiaba y temía la frescura de sus canciones iniciales contrastaban con su vida compleja y donde los temas que escribía se perdían entre la locura, comenzó a automedicarse incluyendo fuertes dosis de alcohol.
Finalmente se retiró de la bebida en 1978, y fue capaz de regresar a sus actuaciones ante el público con su versión al tema de Phil Pillips "Sea of Love" (Mar de amor), producido por Tom Petty.
En diciembre de 1983, Del aceptó el nombramiento de Grand Marshall (Mariscal) de la ciudad Coopersville, Míchigan, en las fiestas decembrinas, al interpretar un concierto a beneficio (un aspecto poco conocido, pero propio de él y su familia: la caridad) de la Coopersville High School.
Del disfrutó su resurgimiento ante las nuevas generaciones al regrabar una versión de Runaway (con letra nueva) para la serie Crime Story. El productor Michael Mann afirmó que era una de las canciones definitivas de la era en la cual el programa fue transmitido. Los fanes del programa prefirieron las letras nuevas ("Some live and others die" o en español "Algunos viven otros mueren").

## Muerte y legado

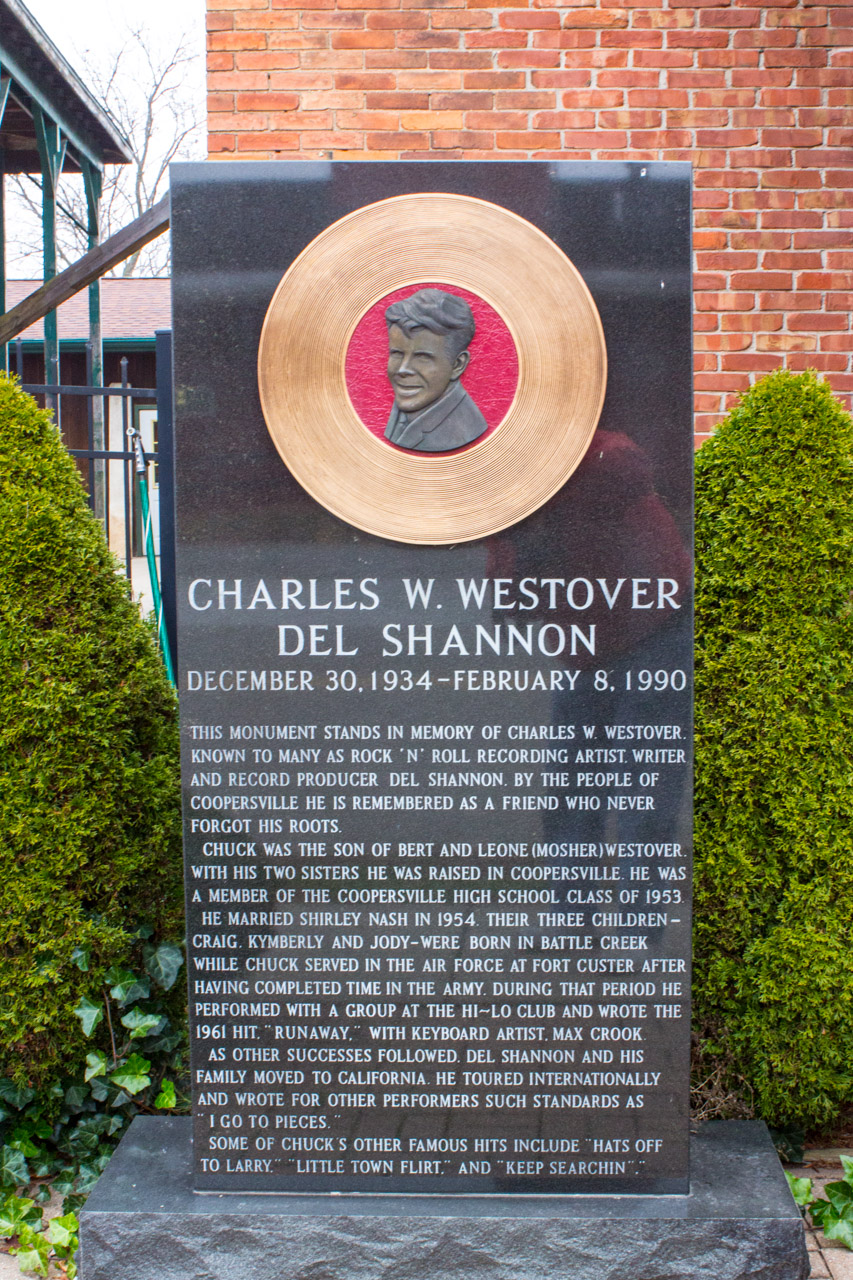
Monumento a Del Shannon.

En 1990, Shannon grabó un álbum de regreso con Jeff Lynne de la Electric Light Orchestra, y fue considerado para sustituir a Roy Orbison (fallecido en 1988) en Los Traveling Wilburys. Sufriendo de depresión, por lo cual tomaba Prozac (fluoxetina). Sorpresivamente, tomaría una salida a sus problemas familiares al suicidarse el 8 de febrero de 1990 al dispararse a la cabeza con un rifle calibre 22 en su hogar en Santa Clarita, California. Shannon tenía 55 años. Fue cremado y sus cenizas fueron dispersadas. Su esposa manifestó que el hecho pudo estar relacionado al reciente uso que Del había hecho del medicamento antidepresivo.
Siguiendo a su muerte, the Traveling Wilburys lo honraron con la grabación a la versión de "Runaway". Lynne también coprodujo el álbum póstumo de Shannon, Roxk On liberado en Silvertone en 1991.
El sepulcro de Del Shannon esta en Memorial in Coopersville, Míchigan
Durante el verano de 1990 la banda country Southern Pacific realizó una versión del éxito de Shannon llamado I Go To Pieces, un retro de la versión de Peter y Gordon con un video dedicado a la memoria del cantante estadounidense.
Shannon fue ingresado al Salón de la Fama del Rock en 1999, y su contribución en el género le mereció ser incluido en el Rockabilly Hall of Fame.

## En la cultura popular
- La canción Runaway aparece en American Graffiti.
- El grupo cristiano Apologetix hizo en 1999 un cover de la canción "Runaway" llamado Ronomy.
- Shannon apareció en la película Ring-a-ding Rhythm dirigida por Dick Lester cantando "You Never Talk About Me".
- En el álbum Full Moon Fever de Tom Petty hay una canción llamada "Running Down a Dream" que menciona a Shannon y su éxito "Runaway".
- En la película Nacido el 4 de julio, Tom Cruise canta una parodia de "Runaway".
- Una versión muy conocida de su gran éxito "Runaway" fue interpretada en México durante la década de los años 1960 por Los Hermanos Carrión, grupo de rock and roll mexicano en español con el título "Se Fue" y "Hats Off to Larry" otro éxito de Shannon con el nombre de "Arriba Lalo".
- En la canción "Over the Wall" de Echo and the Bunnymen, Ian MacCulloch canta sobre "Runaway".
- La canción "My Little Runaway" de Stone Coyotes hace mención de Shannon y su canción.
- En el vídeo musical de Luis Cárdenas, Shannon hizo una aparición como invitado disfrazado de policía.
- "Runaway" fue utilizada como tema de la serie televisiva Crime Story.
- Los Dwarves le dedicaron la canción "Wish That I Was Dead"
- El grupo Queen para el año 2008 lanzó en mp3 el tema de "Runaway" junto a Paul Rodgers.

## Discografía

### Álbumes
- Runaway With Del Shannon. Big Top (junio de 1961)
- Hats Off To Del Shannon. London (mayo de 1963) - UK #9
- Little Town Flirt. Big Top (junio de 1963) - POP #12; UK #15
- Handy Man. Amy (1964)
- Del Shannon Sings Hank Williams. Amy (1964)
- One Thousand Six Hundred Sixty-One Seconds With Del Shannon. Amy (junio de 1965)
- This Is My Bag. Liberty (junio de 1966)
- Total Commitment. Liberty (octubre de 1966)
- The Best of Del Shannon. Dot (1967)
- Home and Away. Inmediate (recorded in 1967, not released until 2006 by EMI)
- The Further Adventures of Charles Westover. Liberty (febrero de 1968)
- Tenth Anniversary Album (recopilación). Sunset (1971)
- Live In England (en vivo). United Artists (1973)
- The Best of Del Shannon (recopilación). Contour (1973)
- Del Shannon Sings (recopilación). Post (1974)
- The Very Best of Del Shannon (recopilación). Contempo (1975)
- Del Shannon's Greatest (recopilación). Post (1975)
- The Vintage Years (2xlp, recopilación/inéditos). Sire (1975)
- ...And The Music Plays On (grabado en 1967). Sunset (1978)
- Golden Hits: The Best of D.S. (recopilación). Pickwick (1978)
- Juke Box Giants (recopilación). Phoenix (1980)
- Del Shannon Hit Parade (recopilación). London (1980)
- Drop Down And Get Me. Elektra (noviembre de 1981) - POP #123
- Countdown Series: Del Shannon (recopilación). Count (1982)
- Runaway Hits! (recopilación). Bug (1984)
- I Go To Pieces (recopilación de rarezas). Edsel (1986)
- Rock 'N' Roll Greats: Del Shannon (recopilación). MFP (1986)
- Runaway Hits! (recopilación). Rhino (1987)
- Rock On!. Silvertone (octubre de 1991)

### Sencillos
- "Runaway / Jody". Big Top (marzo de 1961) - POP #1; UK #1
- "Hats Off to Larry / Don't Gild The Lily, Lily". Big Top (junio de 1961) - POP #5; UK #6
- "So Long Baby / The Answer To Everything". Big Top (septiembre de 1961) - POP #28; UK #10
- "Hey! Little Girl / I Don't Care Anymore". Big Top (noviembre de 1961) - POP #38
- "Hey! Little Girl / You Never Talked About Me". London (marzo de 1962) - UK #2
- "Ginny In The Mirror / ..." - POP #117
- "... / I Won't Be There". Big Top (marzo de 1962) - POP #113
- "Cry Myself to Sleep / I'm Gonna Move On". Big Top (junio de 1962) - POP #99; UK #29
- "The Swiss Maid / You Never Talked About Me". Big Top (septiembre de 1962) - POP #64
- "The Swiss Maid / Ginny In The Mirror". London (octubre de 1962) - UK #2
- "Little Town Flirt / The Wamboo". Big Top (diciembre de 1962) - POP #12; UK #4
- "Two Kinds of Teardrops / Kelly". Big Top (abril de 1963) - POP #50; UK #5
- "From Me to You / Two Silhouettes". Big Top (junio de 1963) - POP #77
- "Two Silhouettes / My Wild One". London (agosto de 1963) - UK #23
- "Sue's Gotta Be Mine / Now She's Gone". Berlee (septiembre de 1963) - POP #71
- "Sue's Gotta Be Mine / Since She's Gone". London (octubre de 1963) - UK #21
- "That's The Way Love Is / Time Of The Day". Berlee (febrero de 1964) - POP #133
- "Mary Jane / Stains On My Letter". Amy (marzo de 1964) - UK #35
- "Handy Man / Give Her Lot's Of Lovin'". Amy (julio de 1964) - POP #22; UK #36
- "Do You Want to Dance / This Is All I Have To Give". Amy (septiembre de 1964) - POP #43
- "Keep Searchin' (We'll Follow the Sun) / Broken Promises". Amy (noviembre de 1964) - POP #9; UK #3
- "Stranger in Town / Over You". Amy (febrero de 1965) - POP #30; UK #40
- "Break Up / Why Don't You Tell Him". Amy (mayo de 1965) - POP #95
- "Move It On Over / She Still Remembers Tony". Amy (agosto de 1965) - POP #128
- "I Can't Believe My Ears / I Wish I Wasn't Me Tonight". Amy (febrero de 1966)
- "The Big Hurt / I Got It Bad". Liberty (mayo de 1966) - POP #94
- "For A Little While / Hey! Little Star". Liberty (julio de 1966)
- "Show Me / Never Thought I Could". Liberty (agosto de 1966)
- "Under My Thumb / She Was Mine". Liberty (septiembre de 1966) - POP #128
- "She / What Makes You Run". Liberty (febrero de 1967) - POP #131
- "Led Along / I Can't Be True". Liberty (junio de 1967)
- "Mind Over Matter / Led Along". Liberty (junio de 1967)
- "Runaway ('67) / He Cheated". Liberty (septiembre de 1967) - POP #112
- "Thinkin' It Over / Runnin' On Back". Liberty (enero de 1968)
- "Gemini / Magical Musical Box". Liberty (mayo de 1968)
- "Raindrops / You Don't Love Me". Liberty (septiembre de 1968)
- "Comin' Back To Me / Sweet Mary Lou". Dunhill (junio de 1969) - POP #127
- "Sister Isabelle / Colorado Rain". Dunhill (octubre de 1969)
- "What's A Matter Baby / Early In The Mornin'". United Artists (noviembre de 1972)
- "Kelly (en vivo) / Coopersville Yodel (en vivo)". United Artists (mayo de 1973)
- "And The Music Plays On / In My Arms Again". United Artists (octubre de 1974)
- "Tell Her No / Restless". Island (1975)
- "Cry Baby Cry / In My Arms Again". Island (1975)
- "Runaway (regrabación) / Hats Off To Larry (regrabación)". K-Tel (1977)
- "Sea of Love / Midnight Train". Network (diciembre de 1981) - POP #33
- "To Love Someone / Liar". Network (1982)
- "Cheap Love / Distant Ghost". Demon (enero de 1983)
- "Stranger On The Run / Beautiful Body". Warner (octubre de 1985)
- "In My Arms Again / You Can't Forgive Me". Warner (1985)
- "Walk Away / Nobody's Business". Silvertone (1991)
- "Are You Lovin' Me Too / One Woman Man". Silvertone (1991)